# 奥柳达瓜-达斯弗洛里斯
奥柳达瓜-达斯弗洛里斯（葡萄牙語：Olho d'Água das Flores）是巴西阿拉戈斯州的一个市镇。总面积183.44平方公里，总人口19820人，人口密度108人/平方公里。